# Rosenvingiella
Rosenvingiella ist eine Grünalgen-Gattung aus der Klasse der Trebouxiophyceae.

## Beschreibung
Rosenvingiella-Pflanzen bestehen aus ein- bis mehrreihigen, unverzweigten Fäden, die aus zylindrischen Zellen aufgebaut sind. Diese sind breiter als hoch und enthalten jeweils einen einzelnen, sternförmigen Chloroplasten mit einem zentralen Pyrenoiden.

## Verbreitung
Die Gattung kommt in temperierten bis polaren Regionen auf beiden Erdhalbkugeln vor. Rosenvingiella-Arten leben oberhalb der Spritzwasserzone von Meeresküsten oder in terrestrischen Habitaten, wo sie auf feuchten Substraten wie Erde anzutreffen sind, aber auch künstliche Hartsubstrate besiedeln können. Sie bevorzugen Standorte mit hohem Nährstoffeintrag; zum Beispiel findet man die Art Rosenvingiella radicans oft am Fuß von Straßenbäumen oder um Laternenpfähle herum, wo Hunde urinieren.

## Arten
- Rosenvingiella discifera (Kjellman) Heesch, Pazoutova & Rindi
- Rosenvingiella polyrhiza (Rosenvinge) P.C.Silva
- Rosenvingiella radicans (Kützing) Rindi, L.McIvor & Guiry
- Rosenvingiella simplex Vinogradova
- Rosenvingiella tasmanica M.B.J.Moniz, Rindi & Guiry